# Helena Sverrisdóttir
Helena Sverrisdóttir (ur. 11 marca 1988 w Hafnarfjörður) – islandzka koszykarka występująca na pozycji skrzydłowej, obecnie zawodniczka Valur.
W sezonie 2003-2004 zaliczyła tzw. quadruple-double podczas rozgrywek I ligi islandzkiej (II kasa rozgrywkowa w Islandii). W trakcie 16 spotkań uzyskała średnie 37,6 punktu, 13,3 zbiórek, 11,6 asyst i 10,2 przechwytów.

## Osiągnięcia
Stan na 11 stycznia 2020, na podstawie, o ile nie zaznaczono inaczej.

### NCAA
- Uczestniczka turnieju NCAA (2009, 2010)
- Mistrzyni sezonu zasadniczego konferencji Mountain West (MWC – 2010)
- Zawodniczka roku konferencji Mountain West (2010)
- Najlepsza pierwszoroczna zawodniczka MWC (2009)
- MVP turnieju Colliers International Classic (2009)
- Zaliczona do:
  - I składu:
    - MWC (2009, 2010)
    - Academic All-MWC (2010)
    - turnieju:
      - Paradise Jam (2011)
      - MWC (2011)

  - składu Honorable-Mention:
    - All-American (2010 przez WBCA, Associated Press)
    - konferencji Mountain West (2009)

### Drużynowe
- Mistrzyni:
  - Słowacji (2012, 2013)[4][5]
  - Islandii (2006, 2007, 2018, 2019)
  - I ligi islandzkiej (2004)
- Wicemistrzyni Islandii (2016)
- Brązowa medalistka mistrzostw Polski (2015)
- 4. miejsce w Eurolidze (2013)
- Zdobywczyni pucharu:
  - Słowacji (2012, 2013, 2018)[4][5]
  - Islandii (2005, 2007, 2019)
  - Company Cup Islandii (2005, 2006)
  - Zdobywców Pucharów Islandii (2006)

### Indywidualne
(* – nagrody przyznane przez eurobasket.com)
- Powołana do udziału w meczu gwiazd PLKK (2015 – nie wystąpiła)[6]
- Islandzka koszykarka roku (2005–2015, 2019)
- MVP play-off ligi islandzkiej (2007, 2018, 2019)
- Najlepsza krajowa zawodniczka ligi islandzkiej (2005–2007, 2016, 2018, 2019)
- Zaliczona do:
  - I składu:
    - zawodniczek krajowych ligi islandzkiej (2005–2007, 2016, 2018, 2019)
    - zawodniczek zagranicznych ligi słowackiej (2012)*[4]

  - II składu ligi słowackiej (2012)*[4]
  - składu honorable mention*:
    - ligi węgierskiej (2014)[7]
    - PLKK (2015)[8]
- Liderka ligi islandzkiej:
  - średniej punktów (2005)
  - w asystach (2005–2007, 2016)

### Reprezentacja
- Wicemistrzyni:
  - Europy małych krajów (2014)
  - Igrzysk małych państw Europy (2005, 2009, 2013, 2015, 2017)
- Uczestniczka:
  - mistrzostw Europy:
    - dywizji B (2007, 2009)
    - U–16 dywizji B (2004)
    - U–18 dywizji B (2005, 2006)

  - turnieju:
    - European Promotion Cup U–16 (2002)
    - European Promotion Cup U–18 (2003)
- Liderka:
  - strzelczyń Eurobasketu:
    - U–18 dywizji B (2005, 2006)
    - U–16 dywizji B (2004)

  - Eurobasketu U–16 dywizji B w asystach (2004)

### Trenerskie
- Puchar Company Cup Islandii kobiet (2015)